# Дауни, Джон
Джон Де́нис Да́уни (англ. John Denis Downie; 19 июля 1925, Ланарк — 19 февраля 2013, Тайнмаут), также известный как Джо́нни Да́уни — шотландский футболист, нападающий.

## Биография
Начал карьеру в клубе «Брэдфорд Парк Авеню». В марте 1949 года перешёл в «Манчестер Юнайтед» за рекордную сумму в 18 000 фунтов. Дебютировал за клуб 5 марта 1949 года в матче против «Чарльтон Атлетик», в котором забил победный гол (Юнайтед выиграл встречу со счётом 3:2).
Дауни был куплен Мэттом Басби на замену Джонни Моррису. Он был талантливым инсайдом, хорошо проявив себя в выступлениях за «Брэдфорд Парк Авеню». Однако он не стал любимцем болельщиков «Манчестер Юнайтед», как Джонни Моррис. В сезонах 1948/49 и 1950/51 «Юнайтед» занимал второе место в чемпионате. В сезоне 1951/52 Джон Дауни помог «красным» завоевать чемпионский титул. В том сезоне он забил 11 голов и сделал множество голевых передач на Джека Роули и Стэна Пирсона. В августе 1953 года Дауни покинул «Юнайтед». Всего он сыграл за клуб 116 матчей, в которых забил 37 голов.
Впоследствии играл за «Лутон Таун», «Халл Сити», «Кингс-Линн», «Мансфилд Таун» и ряд других английских клубов.
После завершения карьеры игрока работал в газетном киоске в Брадфорде. Проживал в Тайнмауте, посещал матчи местных команд «Норт Шилдс» и «Уитли Бэй».
Скончался 19 февраля 2013 года в возрасте 87-ми лет.